# FLK (gruppo musicale)
Gli FLK sono una band etno-rock friulana. Il gruppo, nato nei primi anni novanta, è considerato uno dei maggiori esponenti della Gnove Musiche Furlane (nuova musica friulana).

## Storia del gruppo

### Le origini
Nascono attorno alla metà degli anni ottanta come gruppo di liscio, con il nome di Mitili Folk integrando una ricerca musicale nel campo della musica d'autore in lingua friulana, come le partecipazioni al Premi Friûl di Radio Onde Furlane con le canzoni "Satu se" e "Carillon", vincitrice quest'ultima del primo premio nel 1989). Alla musica si accompagna la produzione letteraria, sempre in lingua friulana, di Stefano Montello e Flavio Zanier ("La sere dal mulinâr" e "L'albar dai agnui"), l'attività grafica di Loris Luise e quella saggistica di Alessandro Montello: tutta questa vivacità intellettuale trova naturale corrispondenza nel movimento di rinnovamento artistico, cresciuto attorno alla rivista Usmis (= più o meno "tracce", ma anche anagramma di "siums", sogni) che nei primi anni novanta dominava la scena culturale friulana.

### L'ascesa

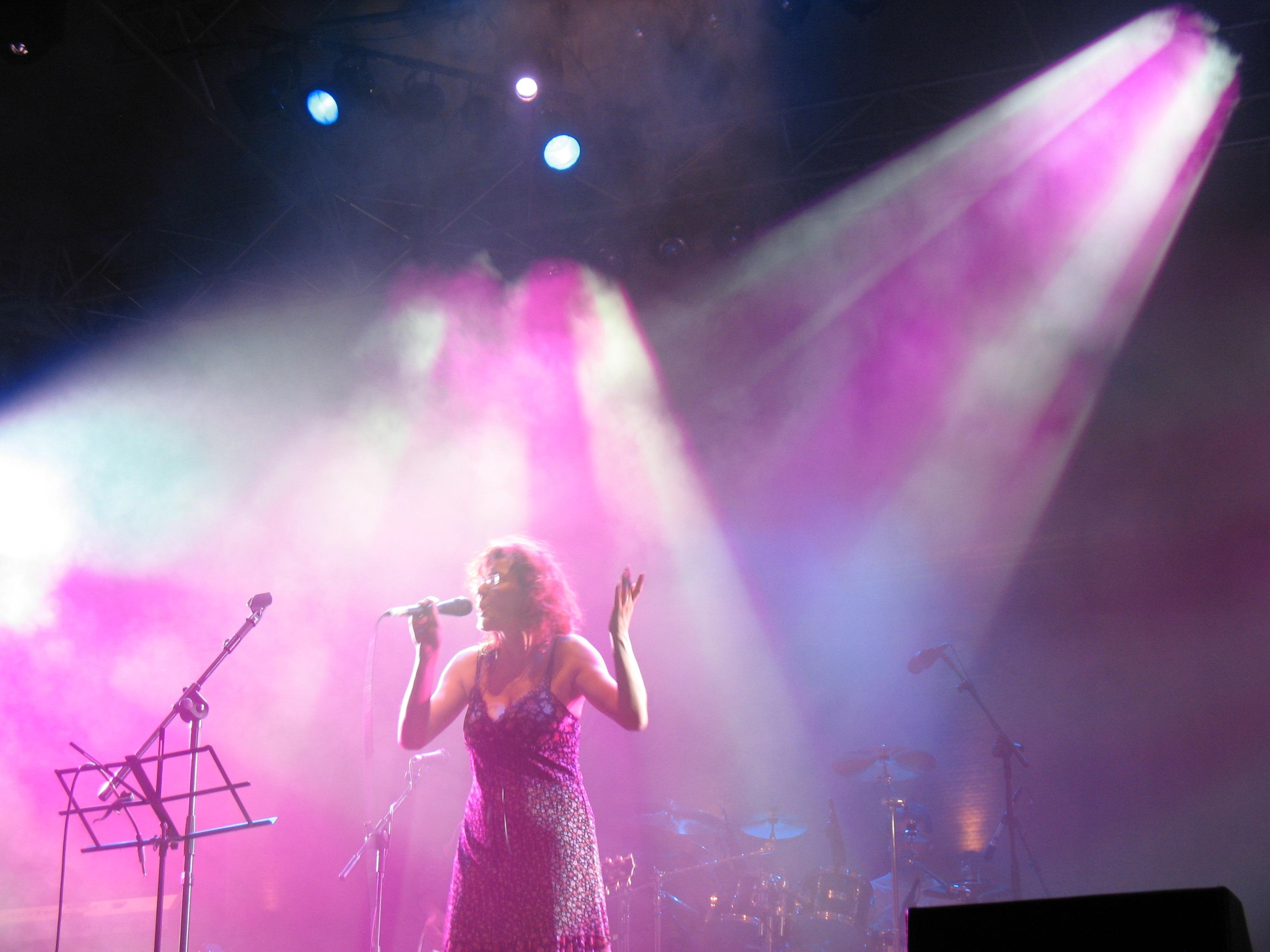
Cristina Mauro

In questo nuovo contesto il gruppo muta profondamente. Abbandonato il filone romagnolo e mutato il nome in Mitili F.L.K. (Furlan Liberation Kongress), vincono di nuovo il Premi Friûl con "La balade dal pizighet" e incidono il primo album Ratatuje (autoproduzione, 1993, rist. Nota, 1999), una miscela di rock, rap e melodie mitteleuropee ("Stravint", "Gjostris", "Venis striadis"). Del resto, l'Europa centrale è a due passi: Lubiana è molto più vicina di Napoli. "My Sarajevo" è quindi l'inevitabile riferimento alla tragedia che sta dilaniando la Jugoslavia. In questo album viene proposto anche un originale arrangiamento della storica "Scjarazule marazule" (dal "Primo libro de' balli" di Giorgio Mainerio -a.d.1600 circa). Nel 1993 arriva la partecipazione ad Arezzo Wave, dove vengono segnalati come uno dei migliori gruppi emergenti dell'anno. L'anno successivo verranno di nuovo invitati alla stessa rassegna in qualità di ospiti.
Colôrs (Nota, 1995) è forse l'album più conosciuto del gruppo ed è quello che permetterà loro di valicare i confini regionali. Il gruppo diventa la formazione principale del nuovo folk friulano per successo di vendite, numero di fans e partecipazione ai festival più importanti in regione, con centinaia di concerti in Italia e all'estero. Nel disco, accanto a temi resiani e tradizionali, spiccano le melodie di "Klostris", "Vegle di lune" e "Colôrs". Inoltre è presente un interessante rifacimento di "Venis striadis" che di fatto va a fondare (o ri-fondare) un nuovo genere musicale, "il folk psichedelico", se così si può definire. Genere che gli FLK continuano a frequentare, almeno in parte, anche negli anni a venire. In Colôrs si registra l'apporto di musicisti friulani, come Ermes Gherardini, Stefano Andreutti, Raff BB Lazzara e Giulio Venier.
I concerti si connotano, in questo periodo, per il forte impatto ideologico, seppur mitigato da una sottile autoironia che porterà il gruppo a non diventare mai portabandiera di movimenti autonomisti o quant'altro. Interessante leggere un frammento di ciò che gli FLK proclamavano allora:
"Non abbiamo giustificazioni per cantare in friulano. Da mille anni la nostra gente parla questa lingua. Non lo facciamo per non essere capiti. Lo facciamo perché siamo diversi. Perché tutti sono diversi da ognuno - insostituibili. La diversità non è una moda. È un pensiero. L'essere stesso degli uomini. Potremmo cantare in un'altra lingua. Ma non saremmo più gli stessi."

### L'evoluzione: gli FLK
Nel 1995 se ne va il chitarrista Guido Carrara, per seguire altre strade musicali e personali in Sudamerica, ed il gruppo cambia il nome in FLK. Firma per l'etichetta romana Compagnia Nuove Indye che produce i successivi due album.
Di Re Noir (CNI, 1997) si ricordano "Nouf-Otafs", "Vie" e "Re Noir", mentre dai testi di Stefano Montello traspare ancora una logica ribelle: «guerra alla guerra» ("F.L.K.") e «l'unica virtù è la disobbedienza» ("L'ultim toc").
Seguono performance di teatro danza con gli Arearea, le produzioni teatrali con il compianto Gilberto Pressacco e un'importante tournée sudamericana che porta il gruppo a suonare in Brasile (Vitória) e Argentina (Buenos Aires, Rosario, San Juan, Cordoba).
Alla fine degli anni novanta Lino Straulino, noto cantautore carnico, musica una serie di canzoni su testi di Stefano Montello. In seguito queste vengono incise in un album, Sintetiche, sincretiche, sinaptiche, dove, oltre agli FLK, suonano e cantano numerosissimi esponenti della Gnove Musiche Furlane.
Di lì a poco lascia il gruppo anche il batterista Michele Carrara.
In Sun (CNI, 2000) Cristina Mauro assume un ruolo di primo piano e tutti i brani sono affidati alla sua voce eccezionale. Eccellenti gli apporti degli archi del "Clobeda's Trio", delle chitarre di Lino Straulino e Denis Biason e dei jazzisti Flavio D'Avanzo alla tromba e U.T. Gandhi alla batteria, diventato, quest'ultimo, un membro semiufficiale del gruppo. Il disco viene presentato al teatro "Giovanni da Udine" , con brani come "Em-ma" e "Sieth", ed è dedicato ai friulani emigrati e ai migranti in genere.

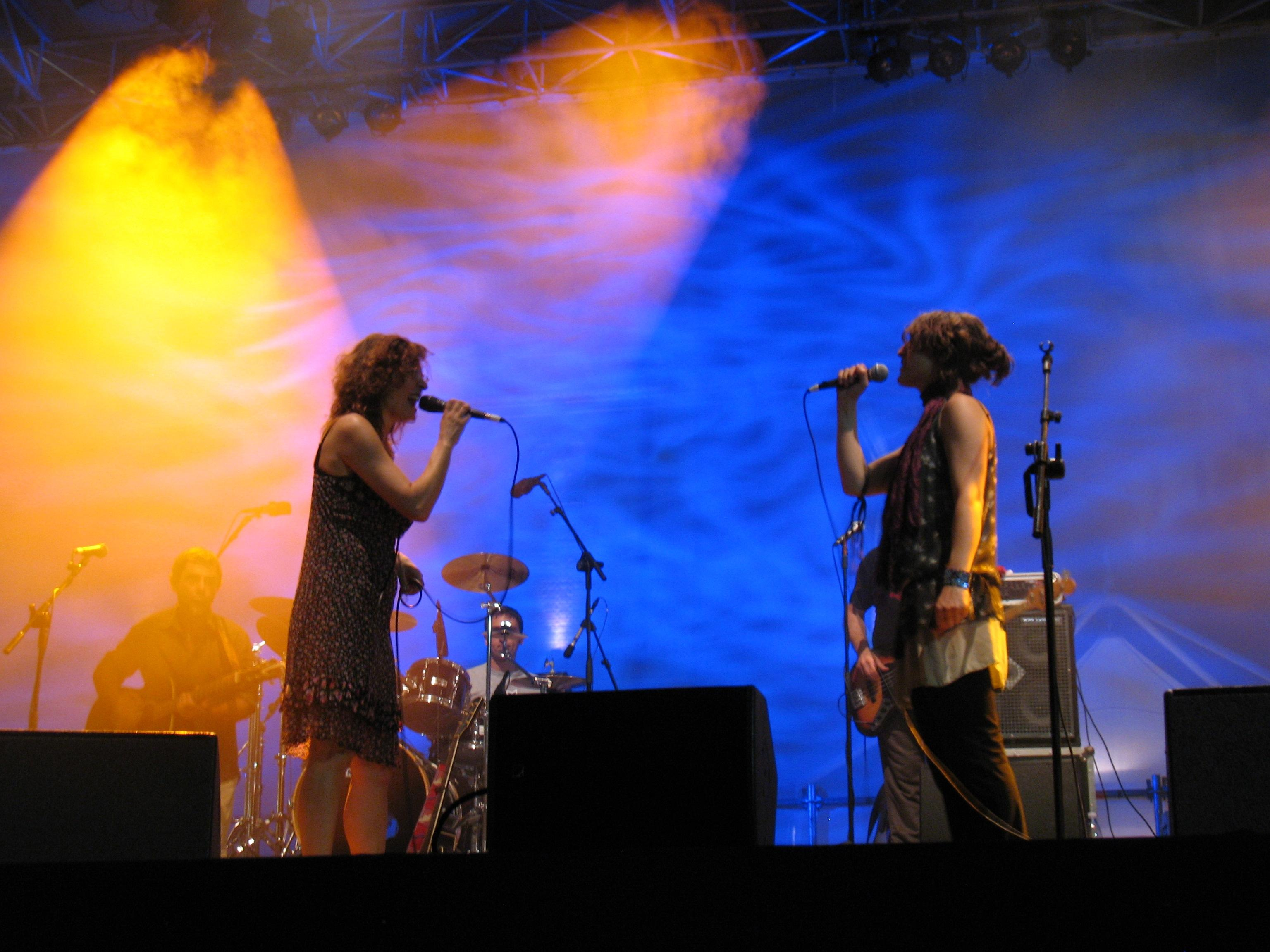
Cristina Mauro e Deborah Cutugno

### Anni 2000
Segue una lunghissima pausa di riflessione e silenzio, in cui c'è spazio per vari progetti solistici: Cristina Mauro con il cd "Incjant" (Colonos, 2005), Stefano Montello con due libri (fra cui "La solitudine del mitilo") e il cd "D'ambra e carminio" (Numar Un, 2006), Alessandro Montello compone "Le Mura" per archi, percussioni e voce solista per l'omonimo spettacolo ancora oggi portato in scena dalla Compagnia Arearea.
Nel 2004, una mini tournée porta nei teatri della regione gli FLK in dimensione prettamente acustica, senza la batteria ma con l'aggiunta della voce di Claudia Grimaz: le due voci, con delicata ricercatezza melodico-armonica, danno vita ad una interessante rilettura del repertorio storico del gruppo.
Nel 2007 incidono il cd Dancing Calipso (Artesuono) in cui il giovane chitarrista Daniele Flaiban sostituisce un altro membro storico, il polistrumentista e compositore Alessandro Montello.
Anche in questo album gli FLK si avvalgono dell'apporto di numerosi ospiti, fra cui Mauro Costantini, Leo Virgili e Sebastiano Zorza. Il friulano non è più la sola lingua utilizzata, perché metà del disco è cantato in italiano. La musica si è fatta meno rabbiosa, ma non per questo disimpegnata: "Stabat pater (Hina)" mette in musica le conseguenze devastanti dell'integralismo religioso, mentre "Madri di maggio" racconta la tragedia dei desaparecidos argentini. Nel cd sono presenti anche "Letare" con testo del poeta Pierluigi Cappello e un adattamento in friulano di "Khorakanè" di Fabrizio De André.
Al batterista Marco Furlan subentra a U.T. Gandhi, mentre Deborah Cutugno affianca con interessanti soluzioni armoniche la voce principale di Cristina Mauro, riproponendo sotto nuova veste il felice esperimento del 2004 con Claudia Grimaz
L'8 dicembre 2014 gli Flk, di nuovo nella formazione originaria (Cristina Mauro, Loris Luise, Alessandro Montello, Stefano Montello e Flavio Zanier) entrano in studio Artesuono di Stefano Amerio) per registrare Adieu Monsieur Federicò, un concept album dedicato all'amico Federico Tavan scomparso nel 2013. Il poeta, nel 1997 era stato l'ispiratore di Re Noir e aveva partecipato ad alcune esibizioni degli FLK esibendosi in concerto assieme al gruppo. Adieu Monsieur Federico, autoprodotto dal gruppo con Artesuono, vede la luce nel 2015 e diventa anche uno spettacolo teatrale replicato in molti teatri dell Friuli Venezia Giulia.
Nel 2022 entra a fare parte stabile del gruppo Federico Montello, batterista e produttore musicale, imprimendo una nuova svolta al sound del gruppo. 
Il 30 aprile del 2023 gli FLK registrano completamente dal vivo Trente, il loro settimo lavoro che, oltre a rileggere il loro repertorio, prelude a nuove produzioni future. Trente è stato pubblicato il 30 luglio 2023. 

## Formazione

### Formazione attuale
- Cristina Mauro - voce
- Loris Luise - percussioni, voce
- Stefano Montello - chitarra acustica, voce
- Flavio Zanier - basso, pianoforte, contrabbasso, voce
- Alessandro Montello - pianoforte, sintetizzatori, fisarmonica, voce
- Federico Montello - batterista, produttore musicale

### Ex componenti
- Guido Carrara - chitarra, voce
- Michele Carrara - batteria
- U.T. Gandhi - batteria
- Vinicio Collavino - voce
- Enzo Casasola - tastiere
- Robert Mauro - sax
- Angelo Del Sal - batteria
- Debora Cutugno - voce
- Daniele Flaiban - chitarra elettrica
- Marco Furlan - batteria

## Discografia

### Album
- 1993 - Ratatuje (come Mitili F.L.K.)
- 1995 - Colôrs (come Mitili F.L.K.)
- 1997 - Re Noir
- 2000 - Sun
- 2007 - Dancing Calipso
- 2015 - Adieu Monsieur Federicò: " gesto d'amore" per Federico Tavan.
- 2023 - Trente live

### Collaborazioni
- 1999 - Sintetiche, sincretiche, sinaptiche con Lino Straulino